# کارلوس آتانس
کارلوس آتانس (اسپانیایی: Carlos Atanes‎؛ زادهٔ ۸ نوامبر ۱۹۷۱) کارگردان، فیلم‌نامه‌نویس، نمایشنامه‌نویس، تهیه‌کننده فیلم اهل اسپانیا است. وی از سال ۱۹۸۷ میلادی تاکنون مشغول فعالیت بوده‌است.
نخستین فیلم او «سوال‌های رایج» (۲۰۰۴)، برندهٔ «جایزهٔ بهترین فیلم بلند» در جشنوارهٔ سینمایی «چشم‌انداز فیلم‌سازان مستقل» (۲۰۰۵) در آتن شد و در سال ۲۰۰۶ میلادی، نامزدِ دریافت «نشان سیمین» در «جشنواره فانتاسپورتو» در پورتو پرتغال بود.